# Vítor Pereira
Vítor Manuel de Oliveira Lopes Pereira (Espinho, 26 de julho de 1968) é um treinador e ex-futebolista português que atuava como volante. Atualmente comanda o Wolverhampton.

## Carreira como jogador
Como jogador teve uma carreira modesta, tendo jogado na base do Sporting de Espinho e com passagens pelo Avanca, Oliveirense, Esmoriz, Estarreja, Fiães, São João de Ver e Lobão.

## Carreira como treinador

### Início
Formou-se em Educação Física na Faculdade de Ciências do Desporto e Educação Física da Universidade do Porto e acabou o IV nível de treinador como segundo melhor aluno dessa turma, com uma média final de 19 valores.
Integrando a equipe técnica, começou no Gondomar, Arrifanense e Esmoriz. No Esmoriz foi assistente de José Guilherme. Na temporada 2002–03, chegou para treinar a equipe de juniores C do Padroense. Desempenhou as mesmas funções do Padroense no Porto na época seguinte 2003–04.

### Sanjoanense
A passagem para os seniores surgiu na temporada 2004–05, substituindo Luís Castro no comando da Sanjoanense já com a época na II Divisão B a decorrer, falhando o objetivo de promover o clube ao escalão superior, ao terminar na quinta posição. A Sanjoanense manteve-se na II Divisão B e Vítor Pereira também, mas em outro clube, o Sporting de Espinho (2005–06).

### Sporting de Espinho
A experiência no Sporting de Espinho começou bem, falhando por pouco a subida à Liga de Honra, ao terminar no segundo lugar do campeonato 2005–06, quatro pontos atrás do Lousada. Vítor Pereira não chegou a concluir a temporada seguinte (2006–07) na liderança dos “tigres” (Sporting de Espinho), tendo sido substituído por Amândio Barreiras.

### Porto
Em 2007, retornou ao Porto para treinar a equipe Sub-15. Em 2008, foi contratado pelo Santa Clara, onde permaneceu durante as épocas de 2008–09 e 2009–10. Em 2010, passou a desempenhar tarefas de treinador adjunto de André Villas-Boas no Porto até ao final da temporada 2010–11.
Em 2011, com a transferência de André Villas-Boas para o Chelsea, assinou contrato de duas temporadas como treinador principal do Porto.
Conquistou o seu primeiro título oficial da carreira em agosto de 2011, após ter levado o Porto à vitória na Supertaça Cândido de Oliveira de 2011, vencendo o Vitória de Guimarães por 2-1.
No dia 29 de abril de 2012, venceu o seu primeiro título de campeão nacional como treinador principal. Em 11 de agosto de 2012, conquistou a Supertaça Cândido de Oliveira de 2012, ao vencer a Académica por 1-0. Em 19 de maio de 2013, conquistou o tricampeonato nacional e o seu segundo título da Primeira Liga consecutivo.

### Al-Ahli
Em 9 de junho de 2013, assinou um contrato de 2 anos para treinar o Al-Ahli.

### Olympiacos

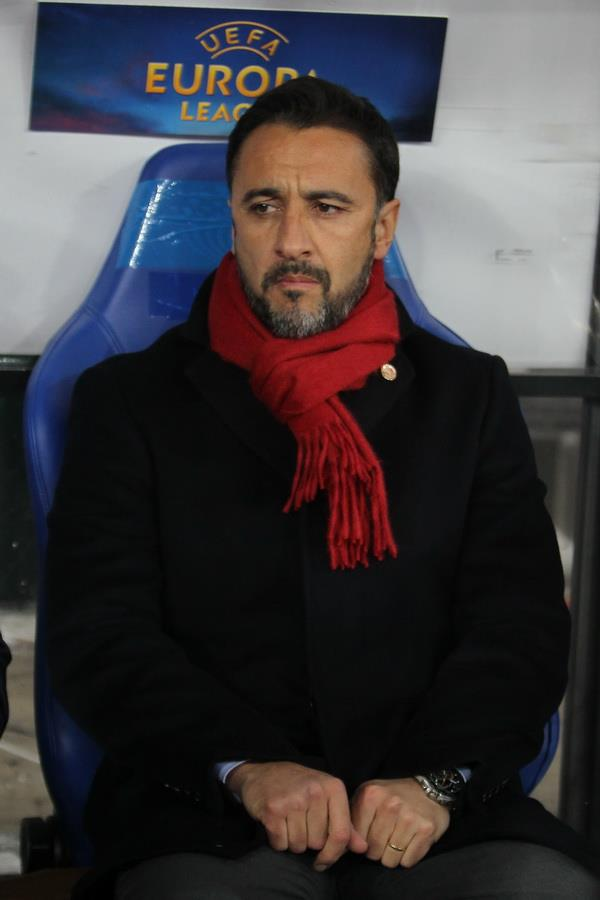
Vitor Pereira com o Olympiacos em 2015.

Em 7 de janeiro de 2015, foi anunciado como técnico do Olympiacos. Em 19 de abril de 2015, foi campeão da Super Liga Grega 2014–15. Em 23 de maio de 2015, foi campeão da Copa da Grécia 2014–15. Em 10 de junho de 2015, chegou a um acordo e rescindiu seu contrato com o clube grego.

### Fenerbahçe

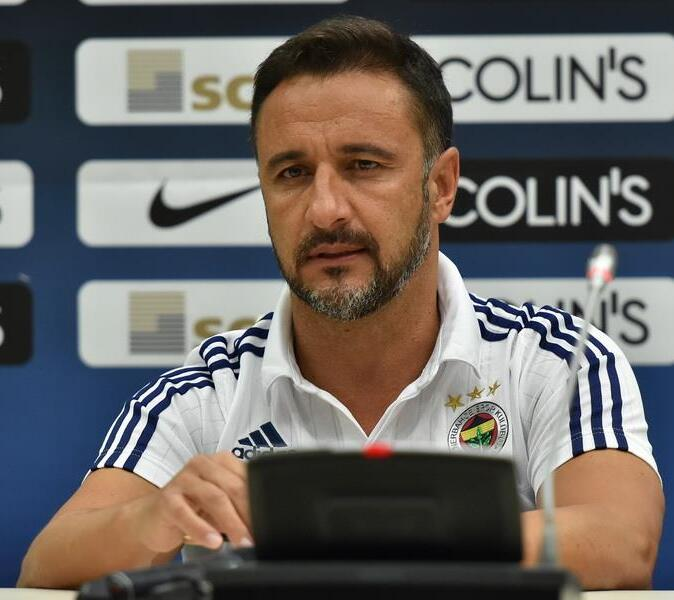
Vítor Pereira com o Fenerbahçe em 2015.

Em 11 de junho de 2015, foi anunciado como técnico do Fenerbahçe. Em 15 de agosto de 2016, foi demitido do clube turco após um desentendimento com a direção, que foi causada por uma alteração tática feita pelo treinador e que estaria fora daquilo que fora combinado entre as duas partes.

### TSV 1860 München
Em 20 de dezembro de 2016, foi anunciado como técnico do TSV 1860 München até junho de 2018. Em 30 de maio de 2017, o clube alemão foi rebaixado para a terceira divisão. Em 3 de junho de 2017, deixou o clube de Munique.

### Shanghai Port
Em 12 de dezembro de 2017, assinou contrato com o vice-campeão chinês Shanghai Port. Pereira substituiu o compatriota André Villas-Boas no comando do gigante chinês. Em 7 de novembro de 2018, foi campeão do Campeonato Chinês 2018. Em 25 de fevereiro de 2019, foi campeão da Supercopa da China 2019, após vencer o Beijing Guoan por 2-0. Em 31 de dezembro de 2020, deixou o clube chinês.

### Retorno ao Fenerbahçe
Em 2 de julho de 2021, retornou ao comando técnico do Fenerbahçe. Em 20 de dezembro de 2021, após mais uma passagem em branco, foi demitido do clube turco.

### Corinthians
Em 23 de fevereiro de 2022, foi anunciado pelo Corinthians até o final da temporada. Começou seu trabalho no clube paulista no dia 28 de fevereiro de 2022, antes mesmo de sua apresentação oficial. Foi apresentado oficialmente no dia 04 de março de 2022. Estreou no dia 5 de março de 2022, em uma derrota por 1-0 contra o São Paulo, no Morumbi, pelo Campeonato Paulista 2022.
Em 25 de abril de 2022, testou positivo para COVID. Em 01 de maio de 2022, testou negativo para o COVID e retornou ao banco de reservas para comandar a equipe contra o Fortaleza, pelo Campeonato Brasileiro de Futebol. O treinador ficou de fora da partida contra o Boca Juniors, pela Copa Libertadores, jogo realizado em 26 de abril de 2022, que terminou com a vitória do time alvinegro por 2-0, em jogo realizado na Neo Química Arena.
Em 22 de junho de 2022, venceu seu primeiro clássico ao golear o Santos por 4-0, na Neo Química Arena, pelo primeiro jogo das oitavas de final da Copa do Brasil 2022. Em 5 de julho, classificou o clube para as quartas de final da Libertadores 2022, algo que não acontecia desde 2012 quando o clube paulista foi campeão, após o em empate por 0-0 contra o Boca Juniors e vencendo a disputa de pênaltis por 6-5, na La Bombonera.
Em 15 de setembro de 2022, levou o clube à primeira final de campeonato ao seu comando, ao vencer o Fluminense na Neo Química Arena por 3-0, pelo segundo jogo da semifinal da Copa do Brasil 2022. Em 19 de outubro de 2022, após empatar por 1-1 no tempo normal e perder nos pênaltis para o Flamengo no Maracanã, acabou ficando com o vice-campeonato da Copa do Brasil.
No dia 13 de novembro de 2022, após várias especulações, em pronunciamento do presidente do Corinthians após o último jogo da temporada, este comunicou que, por motivo de doença familiar em Portugal, Vítor Pereira não renovaria o seu contrato, e deixaria o Corinthians após o fim da temporada 2022.

### Flamengo
No dia 13 de dezembro de 2022, o Flamengo anunciou que tinha um acerto com o treinador. Foi oficializado como treinador apenas em 3 de janeiro de 2023, sendo demitido do clube em pouco mais 3 meses após sucessivas perdas de competições importantes, sendo a última na derrota para o Fluminense na final do Campeonato Carioca.

### Al-Shabab
No dia 4 de fevereiro de 2024 foi anunciado como o novo treinador do Al Shabab.
Durante sua passagem, superou Jorge Jesus e faturou o prêmio de melhor treinador do mês de abril.
Em 23 de junho de 2024, acertou a renovação do seu contrato, com validade até junho de 2025.
Após uma derrota por 1 a 0 para o Al Ettifaq, válido pelo campeonato nacional, o treinador detonou em suas palavras a liga saudita na coletiva de imprensa pós-jogo.

### Wolverhampton
No dia 18 de dezembro de 2024 foi anunciado como o novo treinador do Wolverhampton, clube que milita na Premier League.

## Estatísticas como jogador
Atualizadas até 30 de junho de 1996
| Clube             | Temporada         | Campeonato nacional | Campeonato nacional | Campeonato nacional | Copa nacional[a] | Copa nacional[a] | Copa nacional[a] | Competições continentais[b] | Competições continentais[b] | Competições continentais[b] | Outros torneios[c] | Outros torneios[c] | Outros torneios[c] | Total | Total | Total   |
| Clube             | Temporada         | Jogos               | Gols                | Assist.             | Jogos            | Gols             | Assist.          | Jogos                       | Gols                        | Assist.                     | Jogos              | Gols               | Assist.            | Jogos | Gols  | Assist. |
| ----------------- | ----------------- | ------------------- | ------------------- | ------------------- | ---------------- | ---------------- | ---------------- | --------------------------- | --------------------------- | --------------------------- | ------------------ | ------------------ | ------------------ | ----- | ----- | ------- |
| Avanca            | 1986–87           | 23                  | 3                   | 0                   | —                | —                | —                | —                           | —                           | —                           | —                  | —                  | —                  | 23    | 3     | 0       |
| Avanca            | Total             | 23                  | 3                   | 0                   | 0                | 0                | 0                | 0                           | 0                           | 0                           | 0                  | 0                  | 0                  | 23    | 3     | 0       |
| Oliveirense       | 1987–88           | 30                  | 6                   | 0                   | —                | —                | —                | —                           | —                           | —                           | —                  | —                  | —                  | 30    | 6     | 0       |
| Oliveirense       | Total             | 30                  | 6                   | 0                   | 0                | 0                | 0                | 0                           | 0                           | 0                           | 0                  | 0                  | 0                  | 30    | 6     | 0       |
| Avanca            | 1988–90           | 54                  | 11                  | 0                   | —                | —                | —                | —                           | —                           | —                           | —                  | —                  | —                  | 54    | 11    | 0       |
| Avanca            | Total             | 54                  | 11                  | 0                   | 0                | 0                | 0                | 0                           | 0                           | 0                           | 0                  | 0                  | 0                  | 54    | 11    | 0       |
| Esmoriz           | 1990–91           | 1                   | 0                   | 0                   | —                | —                | —                | —                           | —                           | —                           | —                  | —                  | —                  | 1     | 0     | 0       |
| Esmoriz           | Total             | 1                   | 0                   | 0                   | 0                | 0                | 0                | 0                           | 0                           | 0                           | 0                  | 0                  | 0                  | 1     | 0     | 0       |
| Estarreja         | 1991–93           | 68                  | 20                  | 0                   | —                | —                | —                | —                           | —                           | —                           | —                  | —                  | —                  | 68    | 20    | 0       |
| Estarreja         | Total             | 68                  | 20                  | 0                   | 0                | 0                | 0                | 0                           | 0                           | 0                           | 0                  | 0                  | 0                  | 68    | 20    | 0       |
| Fiães             | 1993–94           | 14                  | 0                   | 0                   | —                | —                | —                | —                           | —                           | —                           | —                  | —                  | —                  | 14    | 0     | 0       |
| Fiães             | Total             | 14                  | 0                   | 0                   | 0                | 0                | 0                | 0                           | 0                           | 0                           | 0                  | 0                  | 0                  | 14    | 0     | 0       |
| São João de Ver   | 1994–95           | 3                   | 1                   | 0                   | —                | —                | —                | —                           | —                           | —                           | —                  | —                  | —                  | 3     | 1     | 0       |
| São João de Ver   | Total             | 3                   | 1                   | 0                   | 0                | 0                | 0                | 0                           | 0                           | 0                           | 0                  | 0                  | 0                  | 3     | 1     | 0       |
| Lobão             | 1995–96           | 4                   | 3                   | 0                   | —                | —                | —                | —                           | —                           | —                           | —                  | —                  | —                  | 4     | 3     | 0       |
| Lobão             | Total             | 4                   | 3                   | 0                   | 0                | 0                | 0                | 0                           | 0                           | 0                           | 0                  | 0                  | 0                  | 4     | 3     | 0       |
| Total na carreira | Total na carreira | 197                 | 44                  | 0                   | 0                | 0                | 0                | 0                           | 0                           | 0                           | 0                  | 0                  | 0                  | 197   | 44    | 0       |

- a. ^ Jogos da Taça de Portugal
- b. ^ Jogos da Liga dos Campeões da UEFA
- c. ^ Jogos da Supertaça Cândido de Oliveira

## Estatísticas como treinador
Atualizadas até 26 de fevereiro de 2024
| Clube               | Início                  | Saída do clube         | Jogos | Jogos | Jogos | Jogos | Jogos | Jogos | Jogos | Jogos           |
| Clube               | Início                  | Saída do clube         | J     | V     | E     | D     | GP    | GC    | SG    | Aproveitamento: |
| ------------------- | ----------------------- | ---------------------- | ----- | ----- | ----- | ----- | ----- | ----- | ----- | --------------- |
| Sanjoanense         | 30 de novembro de 2004  | 30 de maio de 2005     | 24    | 9     | 7     | 8     | 26    | 24    | +2    | 47.22%          |
| Sporting de Espinho | 31 de maio de 2005      | 19 de março de 2007    | 51    | 25    | 17    | 9     | 72    | 42    | +30   | 60.13%          |
| Santa Clara         | 1 de junho de 2008      | 3 de junho de 2010     | 73    | 34    | 21    | 18    | 104   | 74    | +30   | 56.16%          |
| Porto               | 22 de junho de 2011     | 7 de junho de 2013     | 93    | 65    | 16    | 12    | 190   | 67    | +123  | 75.62%          |
| Al-Ahli             | 1 de julho de 2013      | 4 de maio de 2014      | 37    | 19    | 10    | 8     | 70    | 35    | +35   | 60.36%          |
| Olympiacos          | 8 de janeiro de 2015    | 10 de junho de 2015    | 27    | 18    | 6     | 3     | 66    | 18    | +48   | 74.07%          |
| Fenerbahçe          | 11 de junho de 2015     | 15 de agosto de 2016   | 62    | 38    | 15    | 9     | 106   | 54    | +52   | 69.35%          |
| TSV 1860 München    | 1 de janeiro de 2017    | 31 de maio de 2017     | 20    | 6     | 3     | 11    | 18    | 27    | −9    | 35%             |
| Shanghai Port       | 12 de dezembro de 2017  | 31 de dezembro de 2020 | 118   | 69    | 27    | 22    | 229   | 124   | +105  | 66.10%          |
| Fenerbahçe          | 2 de julho de 2021      | 20 de dezembro de 2021 | 25    | 11    | 7     | 7     | 41    | 32    | +9    | 53.33%          |
| Corinthians         | 23 de fevereiro de 2022 | 31 de dezembro de 2022 | 64    | 26    | 21    | 17    | 74    | 54    | +20   | 51.56%          |
| Flamengo            | 3 de janeiro de 2023    | 11 de abril de 2023    | 21    | 12    | 2     | 7     | 39    | 25    | +14   | 60.32%          |
| Al-Shabab           | 4 de fevereiro de 2024  | 18 de dezembro de 2024 | 30    | 16    | 4     | 10    | 28    | 18    | +10   | 50,00%          |
| Wolverhampton       | 19 de dezembro de 2024  | Atual                  | 25    | 12    | 3     | 10    | 39    | 36    | +3    | 52%             |
| Total               | Total                   | Total                  | 615   | 332   | 152   | 131   | 1035  | 576   | +459  | 60.18%          |

## Títulos

### Como treinador
Porto
- Supertaça Cândido de Oliveira: 2011 e 2012
- Primeira Liga: 2011–12 e 2012–13

Olympiacos
- Super Liga Grega: 2014–15
- Copa da Grécia: 2014–15

Shanghai Port
- Superliga Chinesa: 2018
- Supercopa da China: 2019

### Prêmios individuais
- Melhor treinador da Primeira Liga: 2011–12, 2012–13[46]
- Dragão de Ouro - Treinador do ano: 2012[47]

### Honrarias
- Medalha de honra da cidade de Espinho[48]

## Campanhas de destaque
Corinthians
- Copa do Brasil: 2º lugar (2022)